# Silvio Santos: Vale Mais do que Dinheiro
Silvio Santos: Vale Mais do que Dinheiro é uma série documental brasileira com oito episódios sobre a trajetória de vida e carreira do apresentador de televisão e empresário brasileiro Silvio Santos.
Produzida pelo SBT e com direção geral de Jefferson Cândido, a série estava inicialmente prevista para estrear apenas na plataforma +SBT, em dezembro. No entanto, em 18 de agosto de 2024, foi exibida de forma antecipada em uma edição especial, em virtude da morte de Silvio Santos na manhã do dia anterior, integrando a programação póstuma da emissora em homenagem ao seu fundador. Os sete episódios passaram a ser exibidos diariamente no canal FAST +Silvio Santos a partir de 8 de dezembro de 2024, em diferentes horários, e ficaram disponíveis na plataforma no dia 12, data que, coincidentemente, marcaria o aniversário de 94 anos do animador.

## Premissa
Celebrando a vida e o legado de Silvio Santos, a produção presta homenagem a quem, por décadas, levou alegria e diversão aos lares brasileiros. Com mais de 50 depoimentos, reúne relatos emocionantes de pessoas que fizeram parte de sua trajetória, incluindo suas seis filhas e grandes nomes da televisão que ajudaram a construir a história do SBT. É uma obra que eterniza o carisma e a paixão de Silvio Santos, recordando-o como ele sempre quis ser lembrado: um ícone que espalhou alegria e marcou a vida de milhões.

## Elenco
- Silvio Santos
- Íris Abravanel
- Cintia Abravanel
- Silvia Abravanel
- Daniela Beyruti
- Rebeca Abravanel
- Renata Abravanel
- Patrícia Abravanel
- Carlos Alberto de Nóbrega
- Fábio Porchat
- Marcos Mion
- Eliana
- Maisa Silva
- Larissa Manoela
- Celso Portiolli
- Luís Ricardo
- Helen Ganzarolli
- Ratinho
- Liminha
- Rodrigo Faro
- Adriane Galisteu
- Mara Maravilha
- Serginho Groisman
- Zezé Di Camargo
- César Filho
- Décio Piccinini
- Raul Gil
- Luciano Huck
- Tiago Abravanel
- Sérgio Mallandro

## Prêmios e indicações
| Ano  | Prêmio          | Categoria           | Nomeação          | Resultado | Ref. |
| ---- | --------------- | ------------------- | ----------------- | --------- | ---- |
| 2024 | Troféu Internet | Melhor Documentário | Jefferson Cândido | Venceu    |      |
| 2024 | Troféu Imprensa | Melhor Documentário | Jefferson Cândido | Venceu    |      |